# Pustuloporidae
Pustuloporidae är en familj av mossdjur. Pustuloporidae ingår i ordningen Cyclostomatida, klassen Stenolaemata, fylumet mossdjur och riket djur. I familjen Pustuloporidae finns 4 arter. 
Kladogram enligt Catalogue of Life:
| Pustuloporidae | \| \| Bientalophora \| \| \| \| \| \| Pustulopora \| \| \| \| |
|                | \| \| Bientalophora \| \| \| \| \| \| Pustulopora \| \| \| \| |
|                | Bientalophora                                                 |
|                |                                                               |
|                | Pustulopora                                                   |
|                |                                                               |